# Eve Tuck
Eve Tuck est une chercheuse Unangax̂ travaillant à l'université de New York. Elle grandit en Pennsylvanie. Elle est connue pour ses travaux sur la recherche autochtone au sein des universités. En 2021, alors en poste à l'université de Toronto, elle reçoit un doctorat honoris causa de la part de l'université Emily Carr en plus de son doctorat initial. En 2022, elle fonde un espace en ligne pour connecter les chercheurs autochtones. En octobre 2024, elle signe une lettre ouverte de solidarité autochtone avec les luttes décoloniales palestiniennes. De plus, elle condamne le terrorisme du Hamas et l'antisémitisme, comme elle le clarifie à la suite d'accusations dans la presse.